# Ataxia perplexa
Ataxia perplexa là một loài bọ cánh cứng trong họ Cerambycidae.